# Broomfield and Kingswood
Broomfield and Kingswood est une paroisse civile du Kent, en Angleterre.